# Parusi
Parusi är en term som syftar dels på Kristi ankomst till och närvaro i världen, men framför allt på hans återkomst, vid yttersta domen. Tanken är från kristendomens allra äldsta tid, då förväntan på parusi var stark och utbredd. 
I Nya testamentet finns uttryck för denna parusiförväntan särskilt allt hos Paulus, tydligt i de synoptiska evangelierna, Uppenbarelseboken och Första Thessalonikerbrevet.
Ordet är hämtat från grekisk filosofi. Platon kallade idéernas immanens i tingen för parusi. Aristoteles antar att formerna har en parusi i materien. 